# 切斯特維爾 (印地安納州)
切斯特維爾（英語：Chesterville）是位於美國印地安納州迪爾伯恩縣的一個非建制地區。該地的面積和人口皆未知。

## 地理
切斯特維爾的座標為39°04′04″N 85°03′08″W / 39.06778°N 85.05222°W，而該地的平均海拔高度為266米（即873英尺）。